# Chiesa di San Lorenzo (Neviano degli Arduini, Campora)
La chiesa di San Lorenzo è un luogo di culto cattolico dalle forme neoclassiche, situato in strada Campora a Campora, frazione di Neviano degli Arduini, in provincia e diocesi di Parma; è sede di una parrocchia compresa nella zona pastorale della Montagna.

## Storia
Il luogo di culto originario fu eretto in epoca medievale; la più antica testimonianza della sua esistenza risale al 1230, quando la Capelle Sancti Laurencii de Campora fu citata nel Capitulum seu Rotulus Decimarum della diocesi di Parma tra le dipendenze della pieve di Sasso.
L'edificio fu nominato anche in un documento del 1299, nell'Estimo diocesano del 1354 e nel Regesto antico del 1493.
Nel 1564 la chiesa fu elevata a sede parrocchiale autonoma.
Nei primi anni del XVII secolo una frana travolse il centro abitato di Croce di Mussatico, distruggendo anche il tempio medievale; gli abitanti si trasferirono nella località di Casone, ove nel 1607 avviarono i lavori di costruzione di un nuovo luogo di culto, che proseguirono a rilento: la struttura centrale e la cappella di sinistra furono completate nel 1680, mentre il pavimento fu aggiunto nel 1722; tra il 1774 e il 1779 fu edificato il campanile, mentre la zona del presbiterio fu eretta solo nel 1802.
Nel corso del XIX secolo furono eseguiti altri interventi, tra cui la costruzione della cappella di destra e della sagrestia; nel 1884 gli interni furono decorati con affreschi dal pittore Taracchini.
Nel XX secolo il tempio fu sottoposto a vari lavori, tra cui tra il 1933 e il 1934 la realizzazione del sagrato, nel 1949 la sopraelevazione del campanile e nel 1963 la risistemazione della cappella di sinistra.
Il 23 dicembre 2008 un terremoto provocò alcuni danni alla chiesa, che tra il 2009 e il 2011 fu rinforzata strutturalmente e restaurata esternamente e internamente.

## Descrizione

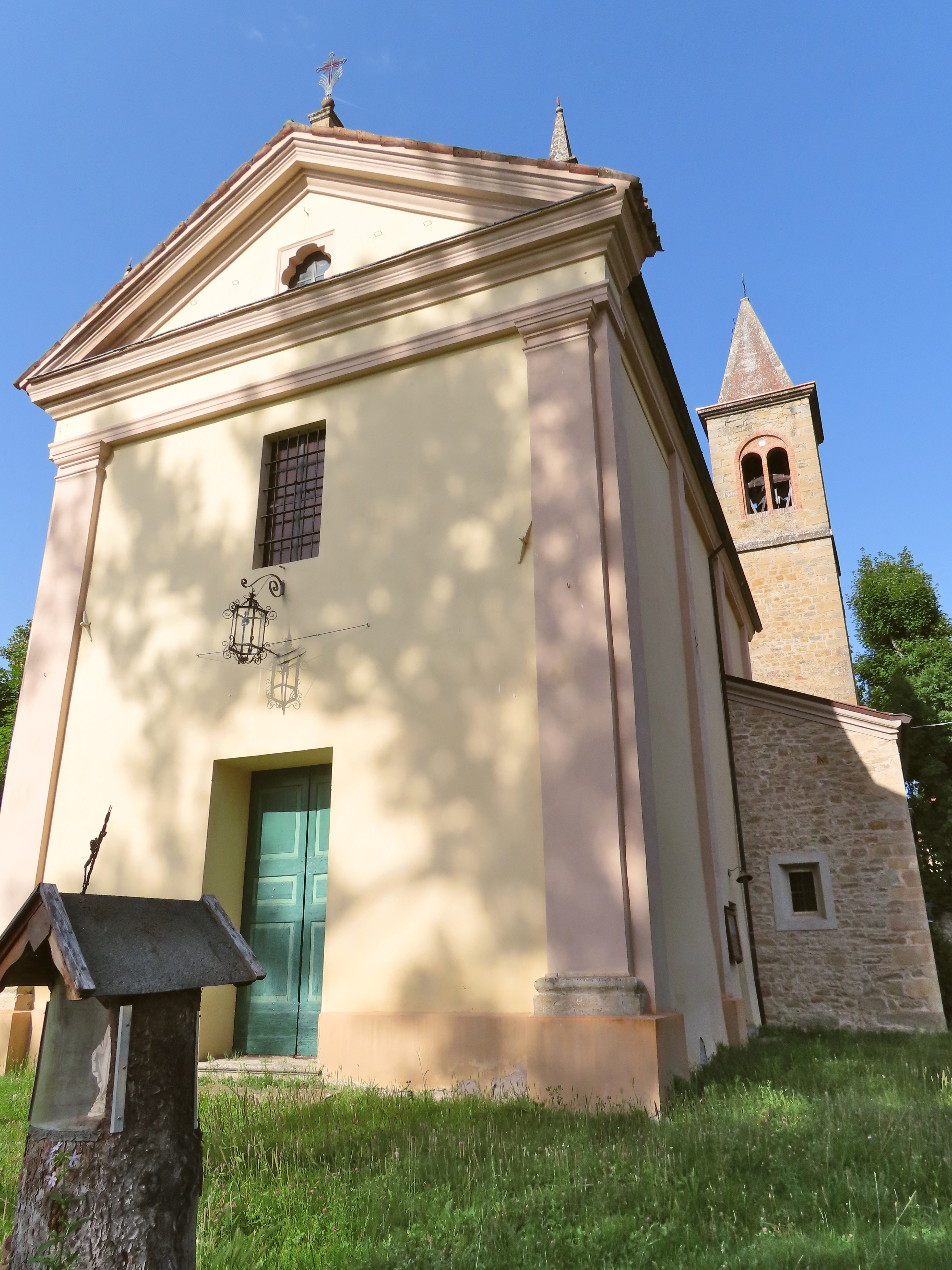
Facciata e lato sud

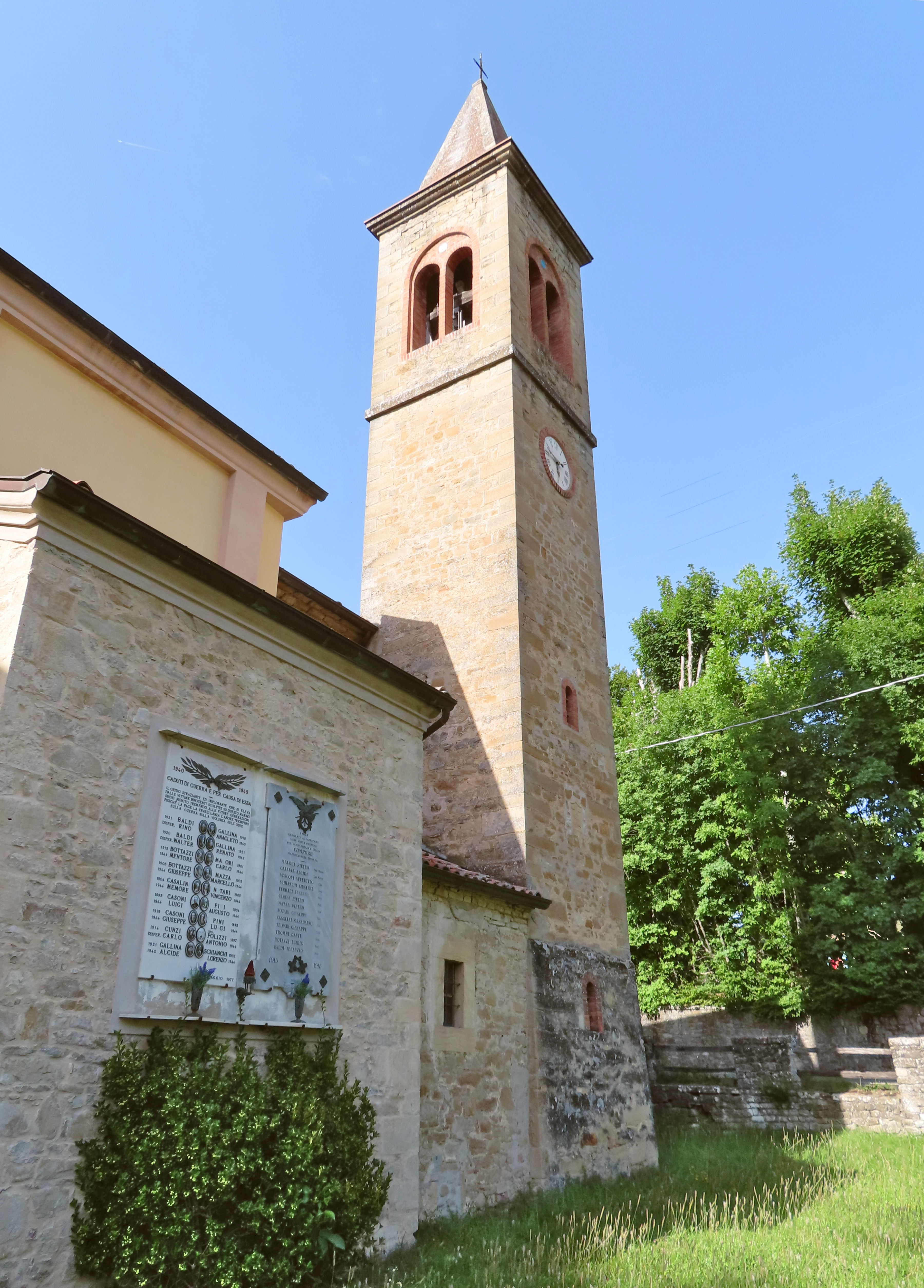
Campanile

La chiesa si sviluppa su un impianto a navata unica affiancata da una cappella per lato, con ingresso a ovest e presbiterio a est.
La simmetrica facciata a capanna, interamente intonacata, è delimitata da due lesene doriche; nel mezzo è collocato il portale d'ingresso, sormontato da una finestra rettangolare; in sommità si staglia, sopra alla trabeazione, un ampio frontone triangolare, al cui centro è posto un oculo polilobato; a coronamento si ergono nel mezzo una croce e alle estremità due guglie piramidali in arenaria.
Dai fianchi intonacati, scanditi da paraste, aggettano i bassi volumi delle cappelle in pietra; sul fondo del lato destro si eleva il campanile in conci di arenaria, la cui cella campanaria si affaccia sulle quattro fronti attraverso ampie bifore ad arco a tutto sesto, scandite da colonnine; a coronamento si erge nel mezzo una guglia piramidale.
All'interno la navata, coperta da una volta a botte lunettata decorata con affreschi, è affiancata dalle arcate a tutto sesto attraverso le quali si affacciano sull'aula le cappelle, chiuse superiormente da volte a botte dipinte.
Il presbiterio, lievemente sopraelevato, è preceduto dall'arco trionfale; l'ambiente, coronato da una volta a botte lunettata affrescata, accoglie l'altare maggiore ligneo a mensa, aggiunto intorno al 1980; sul fondo, sopra all'antico altare del 1780 con tabernacolo tondo, si trovano tre nicchie ad arco a tutto sesto, realizzate nel 1923 per accogliere delle statue di santi.
La chiesa conserva alcune opere di pregio, tra cui un dipinto seicentesco raffigurante Santa Lucia, a lungo attribuito per errore a Luigi Vigotti, che invece eseguì su commissione della duchessa di Parma Maria Luigia un altro olio in seguito scomparso, lo sportello settecentesco intagliato del fonte battesimale, un settecentesco tronetto per ostensorio e un'acquasantiera in arenaria risalente al 1686.